# Ганс-Гюнтер Штоттен
Ганс-Гюнтер Пауль Штоттен (нім. Hans-Günther Paul Stotten; 7 жовтня 1916, Шарлоттенбург — 5 квітня 1945, Вольфсграбен) — німецький офіцер, майор вермахту (1 травня 1943). Кавалер Лицарського хреста Залізного хреста з дубовим листям.

## Біографія
В 1934 році вступив в 2-й кінний полк. В 1938 році переведений в 3-й танковий полк, командир 1-ї роти. Учасник Польської і Французької кампаній, відзначився у боях біля Шалона. В 1941 році — ад'ютант 1-го батальйону свого полку. Учасник Балканської кампанії та Німецько-радянської війни. 2 жовтня 1941 року важко поранений у боях під Москвою. Після одужання 1 квітня 1942 року призначений офіцером зв'язку при фінському генералові Пааво Талвела. 1 вересня 1942 року відправлений у складі 5-го танкового полку в Північну Африку, а на початку 1943 року призначений командиром 1-го батальйону 8-го танкового полку. Відзначився у боях при Казерині, але потім був тяжко поранений і евакуйований з Африки. Після одужання в жовтні 1943 року направлений на курси офіцера Генштабу. З серпня 1944 року — начальник розвідки в штабі групи армій «Південь». 4 квітня 1945 року захоплений у Відні радянськими військами. Наступного дня Штоттен був застрелений під час спроби втечі з полону.

## Нагороди
- Медаль «За вислугу років у Вермахті» 4-го класу (4 роки)
- Медаль «У пам'ять 13 березня 1938 року»
- Медаль «У пам'ять 1 жовтня 1938 року» із застібкою «Празький град»
- Залізний хрест
  - 2-го класу (27 вересня 1939)
  - 1-го класу (11 жовтня 1939)
- Нагрудний знак «За танкову атаку» в сріблі
- Лицарський хрест Залізного хреста з дубовим листям
  - лицарський хрест (4 липня 1940)
  - дубове листя (№ 236; 10 травня 1943)
- Нагрудний знак «За поранення» в чорному (1941)
- Німецький хрест в золоті (14 березня 1943)
- Нарукавна стрічка «Африка» (1943)